# 만주국 군사자의원
만주국 군사자의원(滿洲國軍事諮議院)은 만주국 황제의 직할기관이다. 일본 제국의 군사참의원(軍事參議院)에 해당한다.

## 개요
1939년(강덕 6년) 1월 4일 칙령에 의해서 설치된 기관으로, 중요 군무에 관한 황제의 자문에 응하는 것을 임무로 하였다. 자의원은 의장·자의관·간사장·간사로부터 구성되었다. 자의관은 군사부(1943년까지는 치안부) 대신 및 육군 상장·중장이 맡았고, 특정 의제로 한정한 임시 자의관이 임명되는 일도 있었다. 의장은 자의관 중에서 최고참이 담당하였다. 간사장은 참모사장(参謀司長)에 상당하는 장성급이 임명되어, 자의원의 서무를 통괄하였다. 간사는 간사장의 보좌역으로서 군사부 중교(中校, 중좌에 상당) 1명이 임명되었다.